# Garbet
Il Garbet è un fiume pirenaico del sud della Francia che scorre interamente nel dipartimento dell'Ariège nella regione Occitania. È un affluente alla riva destra del Salat, dunque un subaffluente della Garonna.

## Geografia
Lungo 25.1 km, il Garbet nasce nella catena montuosa dei Pirenei, dalle omonime paludi, sul fianco nord del Pique Rouge de Bassiès (2676 metri s.l.m.), non lontano dal confine tra Francia e Spagna. 
In linea generale, il suo corso è orientato da sudest verso il nordovest. Dopo un percorso di 25 chilometri, esso confluisce alla riva destra nel Salat a Oust, villaggio dell'Ariege sito a 16 chilometri a monte di Saint-Girons.

### Comuni e cantoni attraversati
- Ariège: Aulus-les-Bains, Ercé, Oust, Soueix-Rogalle.

## Principali affluenti
- Arse o Ars: 8,1 km fiume che scorre a Aulus-les-Bains.
- Torrente Mérigue: 3.1 km
- Torrente del Fouillet: 6.1 km ad Aulus-les-Bains.
- Torrente dell'Estagette: 6.5 km
- Torrente delle Lanes: 4. km

## Il Garbet a Oust

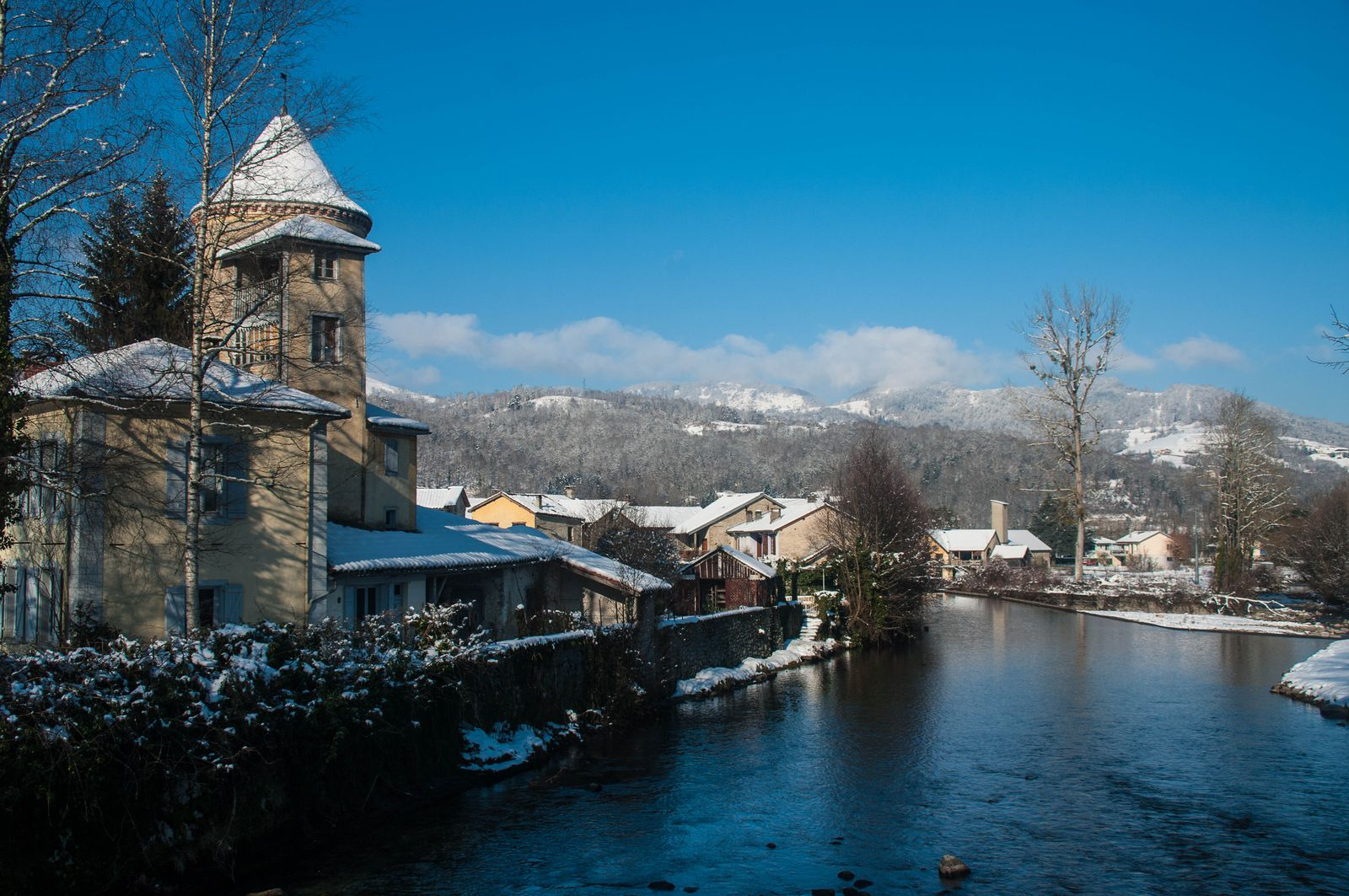
Il Garbet a Oust (foto: P. Goujet)

La sua portata è stata osservata per un periodo di 28 anni (1912-1939) a Oust, località del dipartimento dell'Ariège, situata a livello della sua confluenza con il Salat. La superficie presa in esame è stata di 102 km², cioè la quasi totalità del bacino versante del fiume.
Il modulo del fiume a Oust è di 6.23 m³/s.
Il Garbet presenta delle fluttuazioni stagionali di portata ben marcate, com'è spesso il caso nei territori di alta montagna. 
Il suo regime è soprattutto nivale, con una componente pluviale nelle altitudini inferiori. Le acque alte si verificano in primavera e si caratterizzano per delle portate mensili medie oscillanti tra 8,28 e 12,50 m³/s da aprile a giugno incluso (con un massimo in maggio). Dai mesi di giugno, la portata scende rapidamente fino al punto di magra che si verifica per la gran parte del resto dell'anno (da agosto a febbraio). I mesi di giugno e di marzo costituiscono due corti periodi di transizione. Durante la magra, la portata media mensile oscilla tra 3,47 e 5,11 m³/s, con un minimo di 3,47 in settembre. Durante questo periodo, si nota un piccolo incremento in novembre (5.11 m³/s - piogge d'autunno) e un secondo incremento in gennaio (4.8 m³/s). Le fluttuazioni sono tuttavia ben più pronunciate su più brevi periodi.